# National Rugby Championship
National Rugby Championship – ogólnokrajowe męskie rozgrywki rugby union w Australii organizowane przez Australian Rugby Union. Inauguracyjna edycja odbyła się w roku 2014 z udziałem dziewięciu drużyn.

## Tło zawodów
W grudniu 2013 roku Australian Rugby Union ogłosił, iż podjął prace nad stworzeniem ogólnokrajowych rozgrywek, które miały stanowić poziom pośredni pomiędzy stanowymi rozgrywkami klubowymi a Super Rugby. Byłyby jednocześnie trzecim poziomem w hierarchii dla krajowych zawodników, po reprezentacji kraju i Super Rugby, podobnie jak National Provincial Championship w Nowej Zelandii czy Currie Cup w Południowej Afryce. Ich celem byłoby zapewnienie ścieżki rozwoju dla zawodników, trenerów i sędziów, powstrzymanie exodusu australijskich zawodników za granicę oraz danie szansy najlepszym graczom klubowym na zwiększenie swoich umiejętności w zawodach o wyższym poziomie sportowym, a co za tym idzie zwiększenie liczby i polepszenie jakości dostępnych w Australii graczy.
Poprzednia próba – zorganizowane w 2007 roku Australian Rugby Championship – zakończyła się spektakularną klęską finansową. Pomimo dobrego poziomu sportowego, zawody w jedynym rozegranym sezonie przyniosły stratę w wysokości pięciu milionów AUD i nie zostały już ponownie przeprowadzone. Australian Rugby Union tym razem przyjął jednak inną strategię. Jako pierwsze dwuletnią umowę sponsorską podpisały Foxtel i Fox Sports, prócz wkładu finansowego zobowiązując się do transmitowania jednego meczu z każdej rundy oraz wszystkich trzech spotkań fazy pucharowej. Pieniądze pochodzące z tego źródła pozwoliły na pokrycie kosztów ARU, podczas gdy w przypadku Australian Rugby Championship to związek musiał dopłacać Australian Broadcasting Corporation za transmisję zawodów. Wysokość kontraktu telewizyjnego szacowana była na półtora miliona AUD, a ostatecznie ARU zapewnił sobie ponad 2,5 miliona AUD od partnerów telewizyjnych i sponsorów. Sponsorem tytularnym została firma Buildcorp, zaś partnerami technicznymi ASICS i Gilbert. Umowy partnerskie podpisały także InterContinental Hotels Group, Qantas oraz australijski oddział Allianz. Z uwagi na zdrowy, w porównaniu z ARC, model finansowy władze ARU przekonane zatem były, iż inauguracyjna edycja nie tylko nie przyniesie strat, ale zakończy się zyskiem finansowym. Związek nie wykluczył także zorganizowania w przyszłości przy NRC zawodów żeńskich, juniorskich czy też rugby 7.
Wstępną chęć udziału w rozgrywkach w wyznaczonym terminie 13 stycznia 2014 roku zgłosiło czterdzieści jeden podmiotów, oficjalne zgłoszenia przysłało zaś jedenaście. Były one rozpatrywane pod względem wyników finansowych, możliwości rozwoju zawodników, posiadanej infrastruktury i sztabu szkoleniowego, powiązań z zespołami Super Rugby oraz obecnej i potencjalnej bazy fanów. Pod koniec marca 2014 roku ARU ogłosił, potwierdzając prasowe doniesienia, iż w inauguracyjnym sezonie wystąpi dziewięć zespołów – cztery z Nowej Południowej Walii, dwa z Queensland oraz po jednym z Australijskiego Terytorium Stołecznego, Australii Zachodniej i Wiktorii. Twórcy pozostałych ofert, w tym z Południowej Australii, zostali poinformowali, iż mogą starać się o przydzielenie zespołu podczas ewentualnego rozszerzania rozgrywek. Jednym z warunków uczestnictwa w NRC było zebranie minimum trzystu tysięcy AUD na prowadzenie zespołu, choć przewidywane koszty oscylować miały w okolicach pół miliona. Queensland Rugby Union ujawnił, że na obie drużyny przeznaczył około jednego miliona AUD, zarówno w gotówce, jak i infrastrukturze.
Zobowiązani do gry w rozgrywkach byli wszyscy zawodnicy zakontraktowani w zespołach Super Rugby nie powołani do reprezentacji narodowej (około 140), którzy zostali relatywnie równomiernie przydzieleni do poszczególnych drużyn. Ich składy zostały uzupełnione przez graczy wyłonionych z lokalnych rozgrywek klubowych. Kadrowicze także zostali przydzieleni do poszczególnych zespołów, przede wszystkim ze względów promocyjnych, choć w miarę możliwości mogli uczestniczyć także w spotkaniach, gdyby pozwoliły na to obowiązki reprezentacyjne.
Australian Rugby Union ogłosił konkurs na zaproponowanie zmian zwiększających dynamikę i widowiskowość gry przy zachowaniu jej ducha do przetestowania podczas rozgrywek. Spośród sześciuset sugestii do ostatniego etapu panel ekspertów (Bob Dwyer, Wayne Erickson, Rod Kafer, Ewen McKenzie) dopuścił dwanaście, które miały być następnie przedyskutowane z przedstawicielami wszystkich uczestniczących drużyn. W połowie sierpnia przedstawiono zmiany w zasadach gry i ich interpretacjach, spośród których najważniejsze to: zmiana punktacji za poszczególne zagrania (zwiększenie wartości punktowej podwyższenia z dwóch do trzech punktów, a zarazem zmniejszenie z trzech do dwóch za pozostałe kopy); przywrócenie uprawnień sędziego telewizyjnego do stanu sprzed 2013 roku; przyznawania punktu bonusowego nie za cztery przyłożenia, lecz za trzy więcej od rywali; zmniejszenie limitów czasowych na wykonywanie kopów oraz ustawienie młyna; zezwolenie na kontynuowanie gry z autu następującego po karnym, nawet gdy upłynął czas gry; zastosowanie prawa korzyści, gdy przeciwnicy nie walczą o piłkę w aucie, do którego nie nastąpił prosty wrzut. System ten, z nieznacznymi modyfikacjami – zwiększenie wartości punktowej przyłożenia z pięciu do sześciu punktów, a zarazem zmniejszenie do dwóch za wszystkie kopy – obowiązywał także w sezonie 2016
W marcu 2015 roku australijskie media donosiły, iż nowa umowa telewizyjna ARU przełożyła się również na zapewnienie przyszłości rozgrywek co najmniej do roku 2020. W sierpniu tegoż roku ogłoszono dodatkowo, że dostępne na żywo będą wszystkie mecze zawodów – jedno w telewizyjnej stacji FOX, pozostałe trzy zaś będą transmitowane w Internecie na oficjalnej stronie tej stacji. Rok później zrezygnowano z rozgrywania meczów w czwartek, natomiast liczba transmitowanych w telewizji na żywo spotkań zwiększyła się do dwóch w każdej kolejce.
W 2016 roku sponsor tytularny – Buildcorp – przedłużył swoje zaangażowanie o kolejny rok. W porównaniu do poprzednich dwóch edycji nastąpiły jednak zmiany w obsadzie zawodów. Dwuletnia licencja Sydney Stars nie została odnowiona i zespół został rozwiązany, a jeden z tworzących go klubów, Sydney Uni, połączył swe siły z Country Eagles. Do rozgrywek przystąpiło zatem osiem drużyn, dwie z nich dodatkowo ze zmienionymi nazwami – North Harbour Rays i Greater Sydney Rams przemianowane zostały odpowiednio na Sydney Rays i Western Sydney Rams. W grudniu 2015 roku pojawiły się także prasowe doniesienia o złożeniu do Australian Rugby Union przez Brumbies wniosku o wycofanie z rozgrywek zespołu Canberra Vikings i zastąpieniu go nową drużyną reprezentującą stołeczne terytorium. Na początku czerwca 2016 roku ogłoszono jednak, że trójstronna umowa franczyzowa została przedłużona jeszcze na jeden sezon, po którym miał nastąpić rebranding zespołu na Canberra Kookaburras. W październiku 2016 roku ogłoszono natomiast, iż od edycji 2017 do zawodów przystąpi druga reprezentacja Fidżi – Fiji Warriors – złożona jedynie z zawodników grających w ojczyźnie, zaś jej czteroletni udział będzie współfinansowany przez World Rugby i Fiji Rugby Union.

## System rozgrywek
Zawody były przeprowadzane po zakończeniu sezonu Super Rugby oraz klubowych rozgrywek w poszczególnych stanach (jak Shute Shield czy Queensland Premier Rugby), czyli od połowy sierpnia do przełomu października i listopada.
W połowie lipca 2014 roku został opublikowany szczegółowy harmonogram rozgrywek inauguracyjnego sezonu. W pierwszej fazie prowadzone one były systemem kołowym w ciągu dziewięciu tygodni. Każda z dziewięciu drużyn spotkała się raz z każdym przeciwnikiem, łącznie rozgrywając osiem spotkań – cztery u siebie i cztery na wyjeździe. Z uwagi na nieparzystą liczbę zespołów podczas każdej kolejki jeden z nich pauzował. Druga część rozgrywek składała się z dwurundowej fazy pucharowej – cztery czołowe zespoły awansowały do półfinałów, których zwycięzcy spotkali się w meczu finałowym rozegranym na boisku drużyny wyżej sklasyfikowanej po fazie grupowej. W roku 2016 w związku ze zmniejszeniem do ośmiu liczby uczestniczących drużyn nie było konieczności pauzowania, powrót do systemu z dwóch pierwszych edycji nastąpi w 2017 roku z uwagi na przyjęcie do zawodów zespołu z Fidżi.

## Zespoły
W inauguracyjnym sezonie zagrało dziewięć zespołów, ARU nie wykluczał jednak zwiększenia obsady zawodów już w 2015 roku, ostatecznie jednak w drugim sezonie liczba drużyn pozostała bez zmian. W 2016 roku dwuletnia licencja zespołu Sydney Stars nie została odnowiona, toteż do rozgrywek przystąpiło osiem drużyn, w trakcie tego sezonu ogłoszono jednak, iż w kolejnych czterech latach w NRC grać będzie druga reprezentacja Fidżi.
| Zespół              | Region                | Afiliacja                                                         | Lata      |
| ------------------- | --------------------- | ----------------------------------------------------------------- | --------- |
| Brisbane City       | Brisbane              | QRU / Reds                                                        | 2014–     |
| Canberra Vikings    | Canberra              | ACT Rugby / Brumbies, University of Canberra, Tuggeranong Vikings | 2014–     |
| Fiji Warriors       | Fidżi                 | Fiji Rugby Union                                                  | 2017–     |
| Melbourne Rising    | Melbourne             | VRU / Rebels                                                      | 2014–     |
| NSW Country Eagles  | Nowa Południowa Walia | NSW Country Rugby Union, Easts, Randwick, Sydney Uni              | 2014–     |
| Perth Spirit        | Perth                 | RugbyWA / Western Force                                           | 2014–     |
| Queensland Country  | Queensland            | QRU / Reds                                                        | 2014–     |
| Sydney Rays         | Sydney                | Manly, Warringah, Gordon, Norths                                  | 2014–     |
| Sydney Stars        | Sydney                | Sydney Uni, Balmain                                               | 2014–2015 |
| Western Sydney Rams | Sydney                | West Harbour, Penrith, Parramatta, Southern Districts, Eastwood   | 2014–     |

## Zwycięzcy
| Finały play-off | Finały play-off | Finały play-off | Finały play-off    |
| Sezon           | Zwycięzca       | Wynik           | Finalista          |
| --------------- | --------------- | --------------- | ------------------ |
| 2014            | Brisbane City   | 37:26           | Perth Spirit       |
| 2015            | Brisbane City   | 21:10           | Canberra Vikings   |
| 2016            | Perth Spirit    | 20:16           | NSW Country Eagles |